# Феррара
Ферра́ра (італ. Ferrara) — місто й комуна в Італії, регіон Емілія-Романья. Адміністративний центр одноіменної провінції. Головне місто Феррарської сеньйорії (1209 — 1471) і Феррарського герцогства (1471 — 1598), які належали шляхетному Естенському дому. У місті розташований Феррарський собор (1177), Естенський замок (1385), Феррарський університет (1391). Прославилося завдяки Феррарській школі живопису. Населення — 133 682 особи (2014).
Щорічний фестиваль відбувається 23 квітня. Покровитель — святий Юрій.

## Географія
Феррара розташована на відстані близько 340 км на північ від Рима, 50 км на північний схід від Болоньї.

## Клімат
| Феррара              | Місяці | Місяці | Місяці | Місяці | Місяці | Місяці | Місяці | Місяці | Місяці | Місяці | Місяці | Місяці | Пора | Пора | Пора | Пора | Рік  |
| Феррара              | Січ    | Лют    | Бер    | Кві    | Тра    | Чер    | Лип    | Сер    | Вер    | Жов    | Лис    | Гру    | Зим  | Вес  | Літ  | Осі  | Рік  |
| -------------------- | ------ | ------ | ------ | ------ | ------ | ------ | ------ | ------ | ------ | ------ | ------ | ------ | ---- | ---- | ---- | ---- | ---- |
| Темп. макс. (°C)     | 4.1    | 7.4    | 12.7   | 17.3   | 22.0   | 26.4   | 29.1   | 28.5   | 24.2   | 17.6   | 10.8   | 5.6    | 5.7  | 17.3 | 28   | 17.5 | 17.1 |
| Темп. мін. (°C)      | -0.9   | 0.8    | 4.7    | 8.6    | 12.8   | 16.5   | 18.8   | 18.6   | 15.4   | 10.4   | 5.4    | 1.1    | 0.3  | 8.7  | 18   | 10.4 | 9.4  |
| Опади (мм)           | 39     | 41     | 53     | 62     | 62     | 61     | 44     | 47     | 56     | 75     | 64     | 48     | 128  | 177  | 152  | 195  | 652  |
| Дні опадів (≥ 1 мм)  | 6      | 6      | 8      | 8      | 9      | 7      | 4      | 5      | 6      | 8      | 8      | 7      | 19   | 25   | 16   | 22   | 82   |
| Роза вітрів (Вузлів) | W 3.4  | NE 3.5 | NE 3.5 | NE 3.6 | NE 3.5 | NE 3.4 | NE 3.3 | NE 3.1 | NE 3.1 | NE 3.2 | W 3.5  | W 3.5  | 3.5  | 3.5  | 3.3  | 3.3  | 3.4  |

## Історія
Про заснування Феррари достоменних відмостей немає. Вперше місто згадане в документах 753 року, виданих королем Лангобардів Дезидерієм. В перші століття свого існування місто переходило з рук в руки, пізніше було феодальним володінням Каносси і нарешті отримує достатньо самостійності для оголошення незалежної комуни.
Подальші роки супроводжувалися міжусобними війнами партії Гвельфів, очолювованою родиною Аделарді, та Гібеллінів, під орудою Тореллі-Салінґуерра.
Період культурного розквіту Феррари розпочався в 1391 році, після заснування Феррарського університету, який пов'язаний з іменами Парацельса, Коперника та Савонароли.
Після періоду Наполеону Феррара активно бере участь у возз'єднанні Італії.

### Хронологія
- 1115 — 1208: Феррара як вільна комуна[3].
- 1208: Феррара входить до складу Феррарської сеньйорії[3].
- 1236 - 1240: Феррара входить до Священної Римської імперії і керується родиною Тореллі[3].
- 17 лютого 1264: у Феррарі почалося спадкове правління Естенського дому. Обіццо II д'Есте проголосили довічним правителем Феррари[3].
- 10 жовтня 1309: Феррара анексована Венеційською республікою[3].
- 28 серпня 1309: Феррара перейшла під управління Папської держави[3].
- 22 серпня 1317: відновлено сеньйорію під управлінням Естенського дому[3].
- 14 квітня 1471: Есте створили Феррарське герцогство[3].
- 1796.06.21: французи окуповують Феррару[3].
- 1796.10.01: створено Феррарську центральну адміністрацію (Amministrazione Centrale del Ferrarese), так звану «Феррарську республіку»[3].
- 1796.10.18: Феррара увійшла до складу Циспаданської республіки[3].
- 1797.06.02: Феррара стала частиною Поського департаменту Центральної адміністрації[3].
- 1796.06.29: Феррара увійшла до складу Цизальпійської республіки[3].
- 1799.05.23: австрійці окупували Феррару; створено Цезарейське тимчасове регентство (Regia Cesarea Provvisoria Reggenza)[3].
- 1801.01.19: французи повторно окуповують Феррару, відновлюють Цизальпійську республіку[3].
- 1805.03.17: Феррара переходить до складу Італійського королівства Наполеона[3].
- 1814.01. — 1815.07: Феррара перебуває під австрійською окупацією[3].
- 1815.04.07: Феррару окуповають війська Неаполітанського королівства. Містом керує інтендант Карло Гріленцоні (Carlo Grillenzoni)[3].
- 1815.07.15: Феррара повертається до складу Папської держави[3].
- 1831.02.07: Феррару охоплює повстання. В місті встановлюється тимчасове регентство[3].
- 1831.03.04: Феррара проголошується частиною Італійських об'єднаних провінцій[3].
- 1831.03.06: Феррару окуповують австрійські війська, відновлюють порядок і залишають 15 березня того ж року[3].
- 1847.07.17: Феррару окуповують австрійські війська, відновлюють порядок і залишають в грудні того ж року[3].
- 1848.07.13: Феррару окуповують австрійські війська і залишають в листопаді того ж року[3].
- 1848.11: Феррару охоплює революція, в місті постає тимчасовий уряд[3].
- 1849.02.09: Феррара входить до складу революційної, новопроголошеної Римської республіки[3].
- 1849.05.06: Феррару окуповують австрійські війська, відновлюють владу Папської держави під наглядом австрійського гарнізону[3].
- 1859.06.22: Феррара виходить з під влади Папської держави[3].
- 1860.03.18: Феррару анексовує Сардинське королівство. Через рік місто стає частиною об'єднаного Італійського королівства[3].

## Пам'ятки
Історичний центр (італ. Centro Storico) Феррари оголошено ЮНЕСКО надбанням людства.
- Естенський замок (італ. Castello Estense) — замок 1385 року, резиденція Естенського дому. Одне з найпопулярніших місць Феррари.
- Монастир Тіла Господнього — жіночий монастир кларисок від 1431 року, усипальниця феррарських герцогів з Естенського дому.
- Феррарський картузіанський монастир — колишній монастир XV ст.
- Феррарський собор — катедральний собор 1177 року, головна церква міста.
- Церква святого Франциска — храм 1494 року, що належав францисканському монастирю; стара усипальниця Естенського дому.

Діамантовий палац  (італ. Palazzo dei Diamanti) — найвідоміша резиденція родини Есте, одна з найвідоміших споруд епохи Відродження. Будівництво палацу було розпочато 1493 року за проектом  архітектора Б'яджо Россетті. Обидва фасади, що виходять на бічні вулиці, цілком облицьовані мармуром (понад 8,5 тис. кахлів), оброблених на подобі діаманту, що й дало таку поетичну назву палацу. За міськими переказами в одному з цих кахлів заховано справжній діамант.
Один з стародавніх палаців Феррари (Палаццо Массарі) відведено під Музей Джованні Болдіні, художника-портретиста 19 століття, Музей 18 століття, музей сучасного мистецтва Філіппо де Пізіса.
Палаццо Костабілі(італ. Palazzo Costabili) — архітектурна пам'ятка доби Відродження. Використана в місті як Національний археологічний музей, де експоновані знахідки в колишньому етрусько-римському місті Спіна. Серед знахідок в античному некрополі греко-римського міста — керамічний посуд, кераміка давньогрецьких центрів, вироби з бронзи і золота.
Палаццо Скіфаноя(італ. Palazzo Schifanoia) — архітектурна пам'ятка доби Відродження, відома завдяки вигадливим фрескам зі знаками зодіаку та побутовими і міфологічними сценами.
 Студіоло палацу Бельфйоре  (італ. Studiolo di Belfiore) — історичний інтер'єр (що мав функцію кабінету ) в колишньому палаці Бельфйоре, знищеному пожежею у 1632 році. Від оздоб колишнього інтер'єру збереглися лише вісім стулок з зображеннями муз.
Вулиця склепінь (італ. Via delle Volte) разом з вулицею Ріпаґранде утворює найстарішу частину міста. Особливість вулиці Склепінь —  підвісні арки між будинками по обидва боки вулиці, які з'єднуюються на рівні другого поверху.
 Феррарська школа  — так називають художників Феррари, що створили свій неповторний стиль серед мистецьких центрів Італії. До складу Феррарської школи входять — Козімо Тура, Ерколє де Роберті, Доссо Доссі, Гарофало.

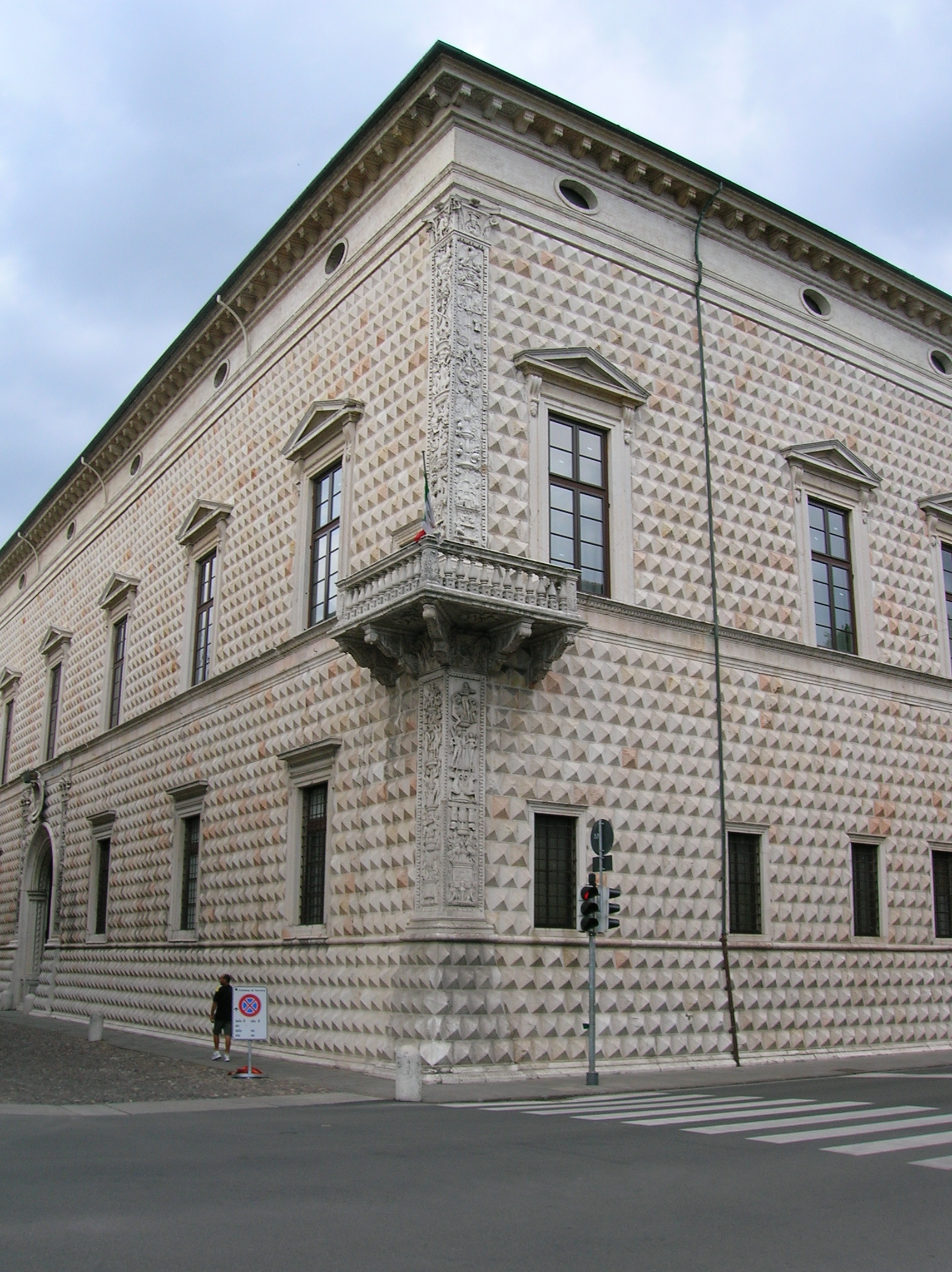
Діамантовий палац
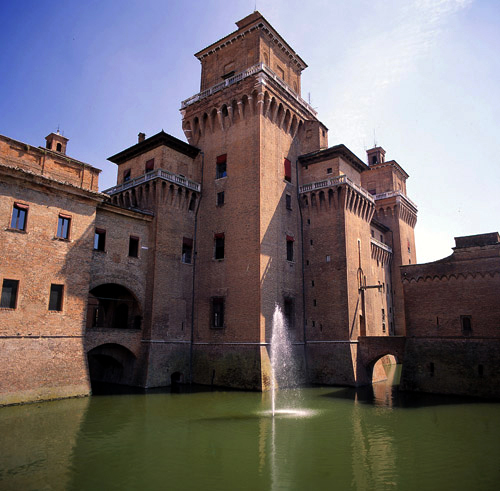
Замок герцогів д'Єсте
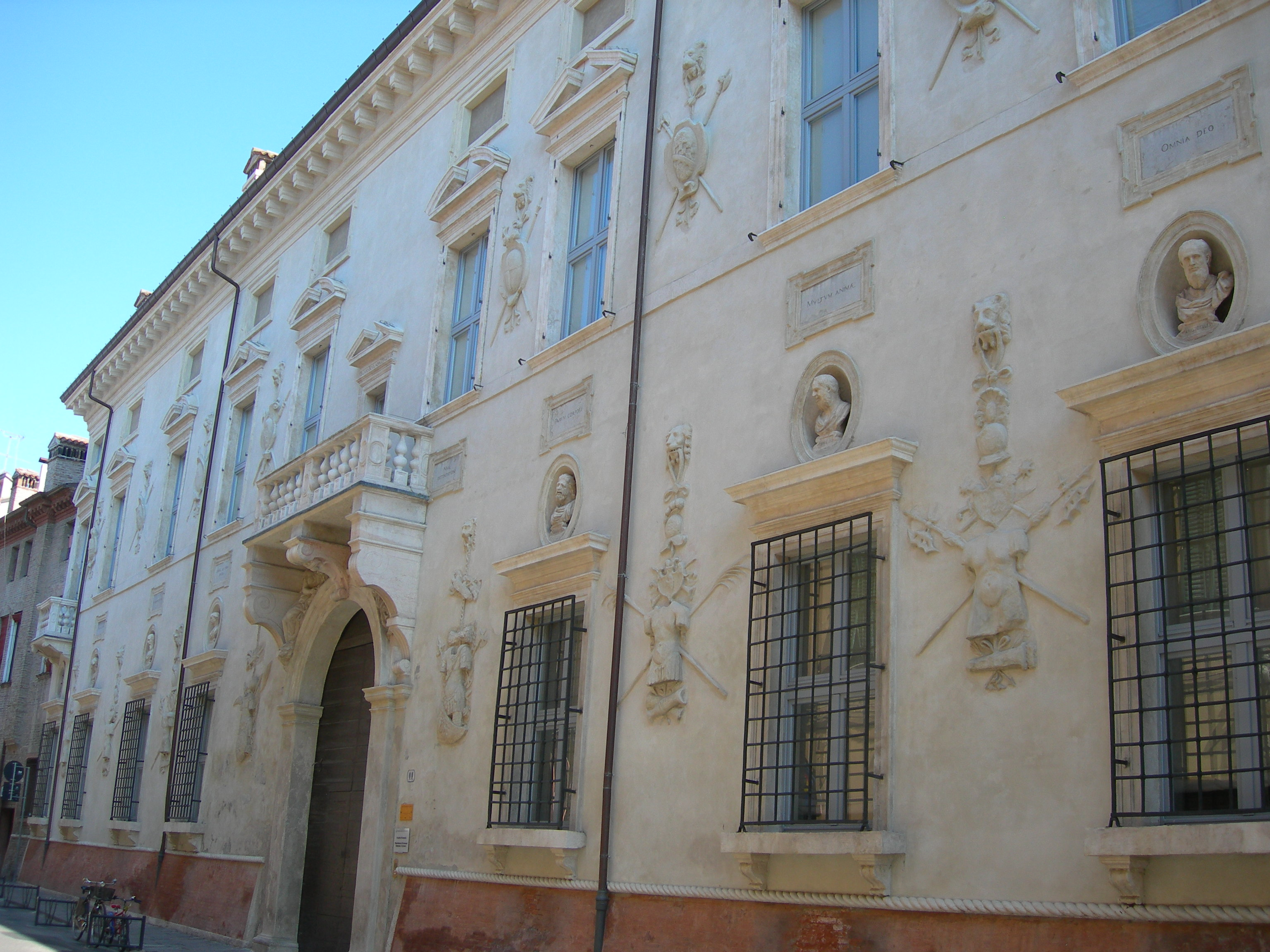
Палаццо Бевілаква Костабілі
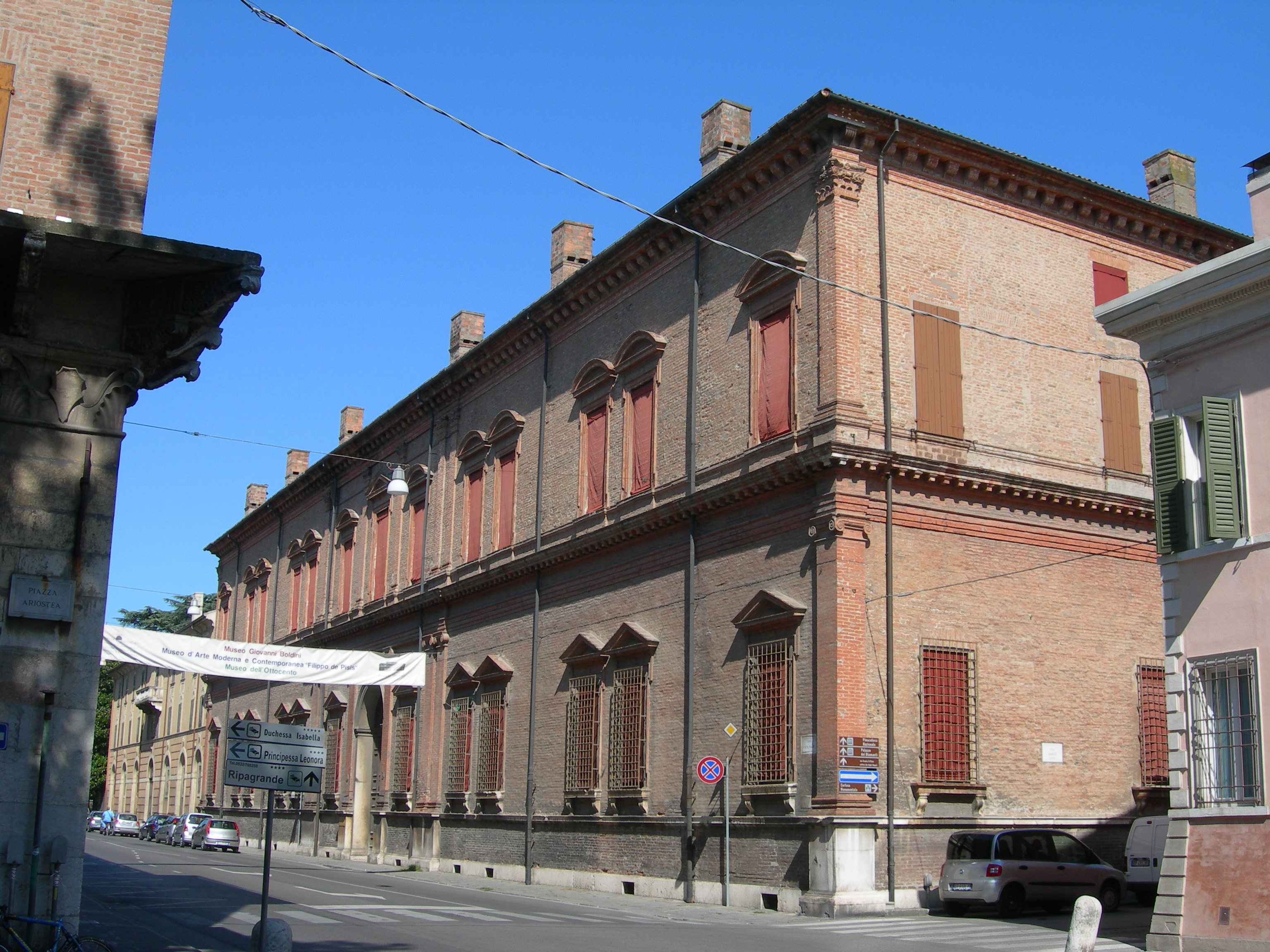
Палаццо Массарі
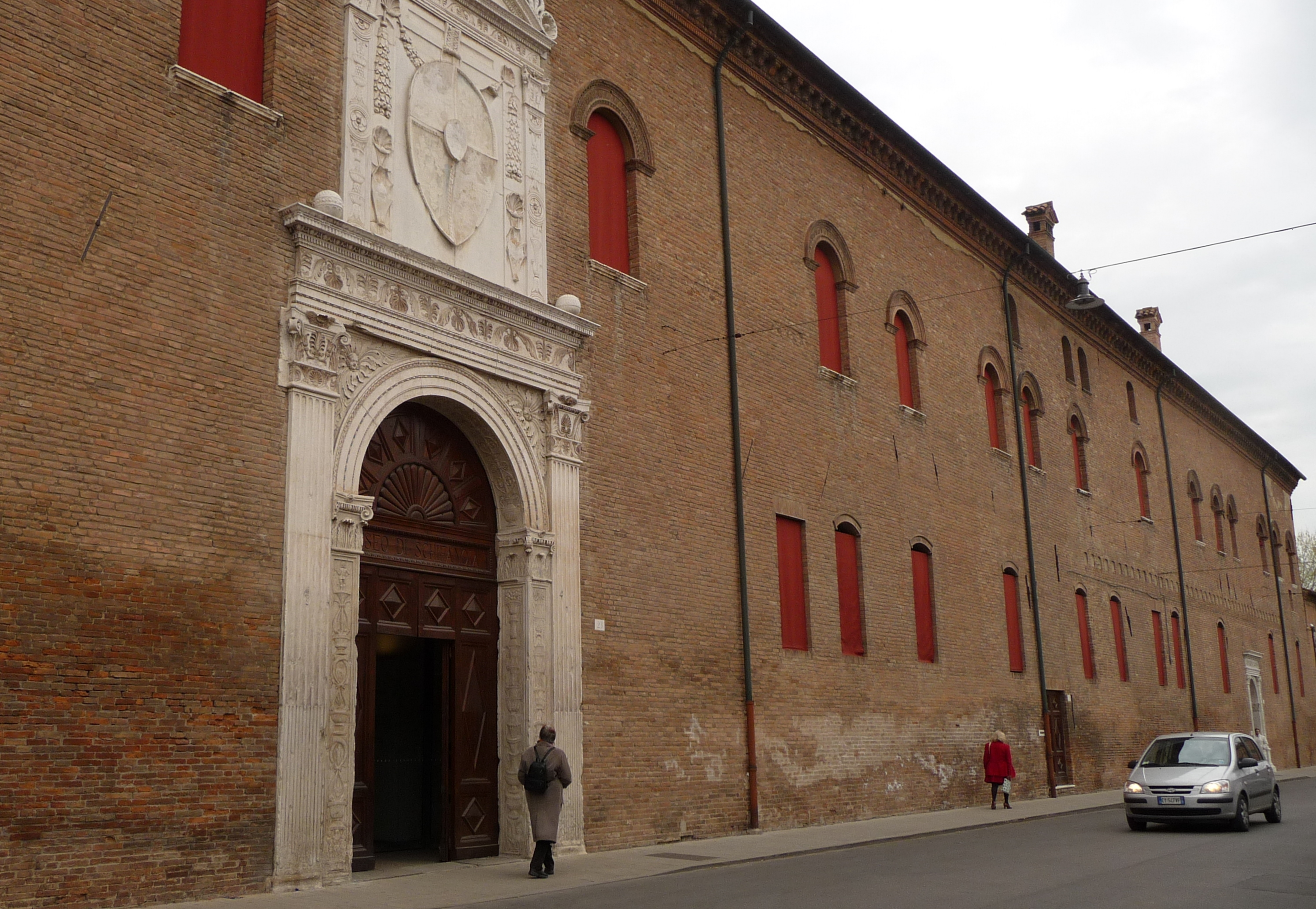
Палаццо Скіфаноя
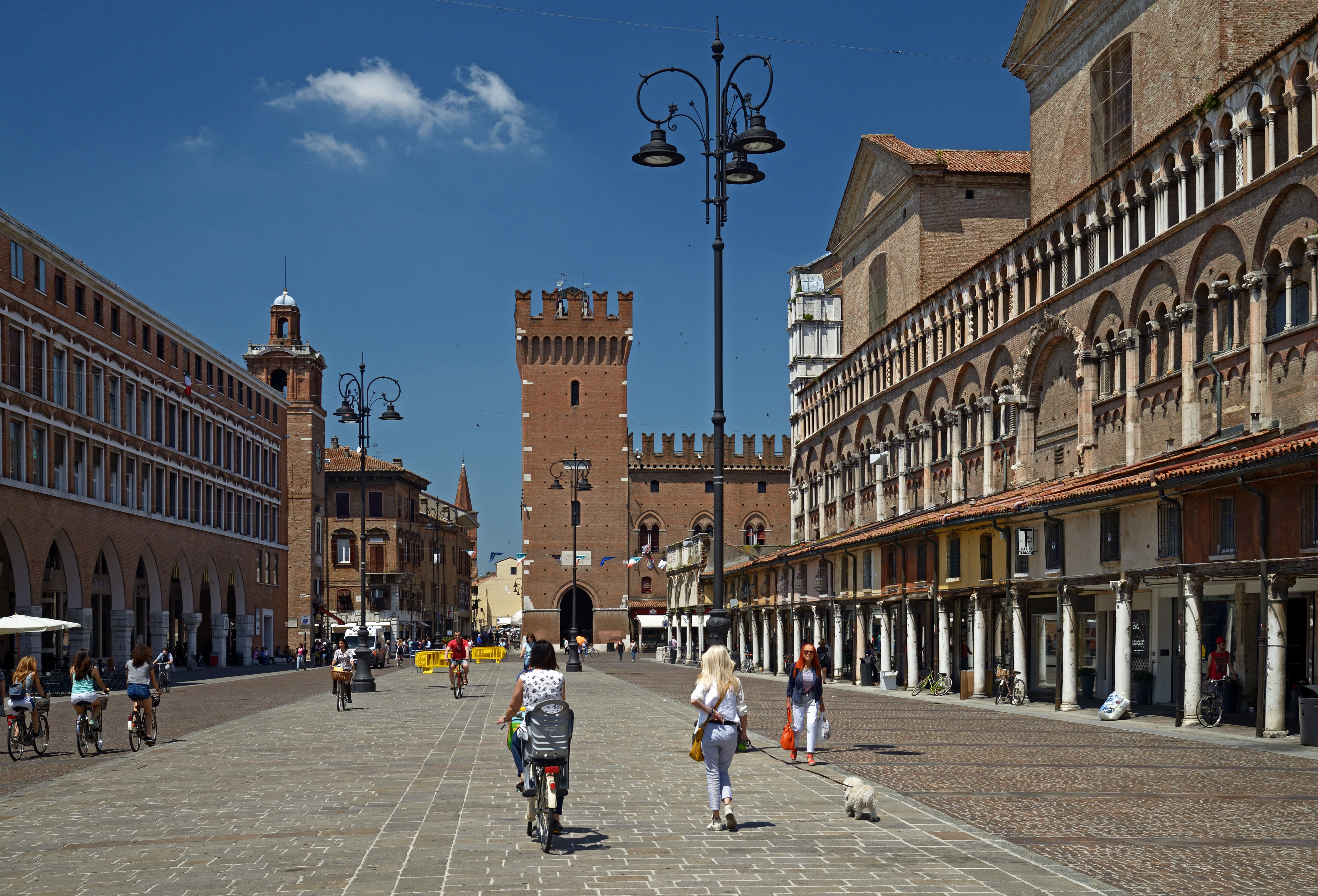
П'яца Тренто і Трієсте. Палацо делла Раджіоне, башта делла Вікторія і Собор
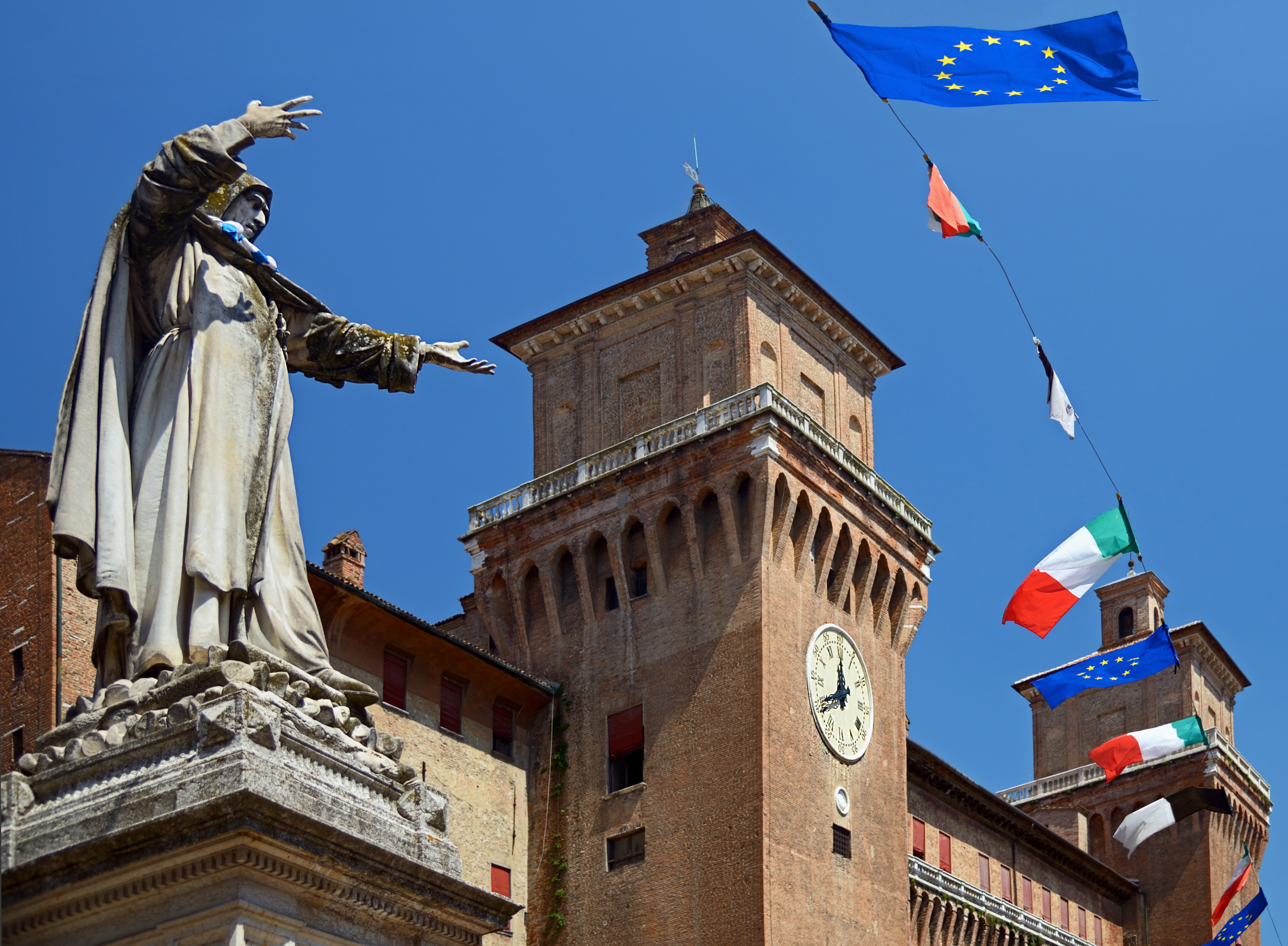
Пам'ятник Савонаролі
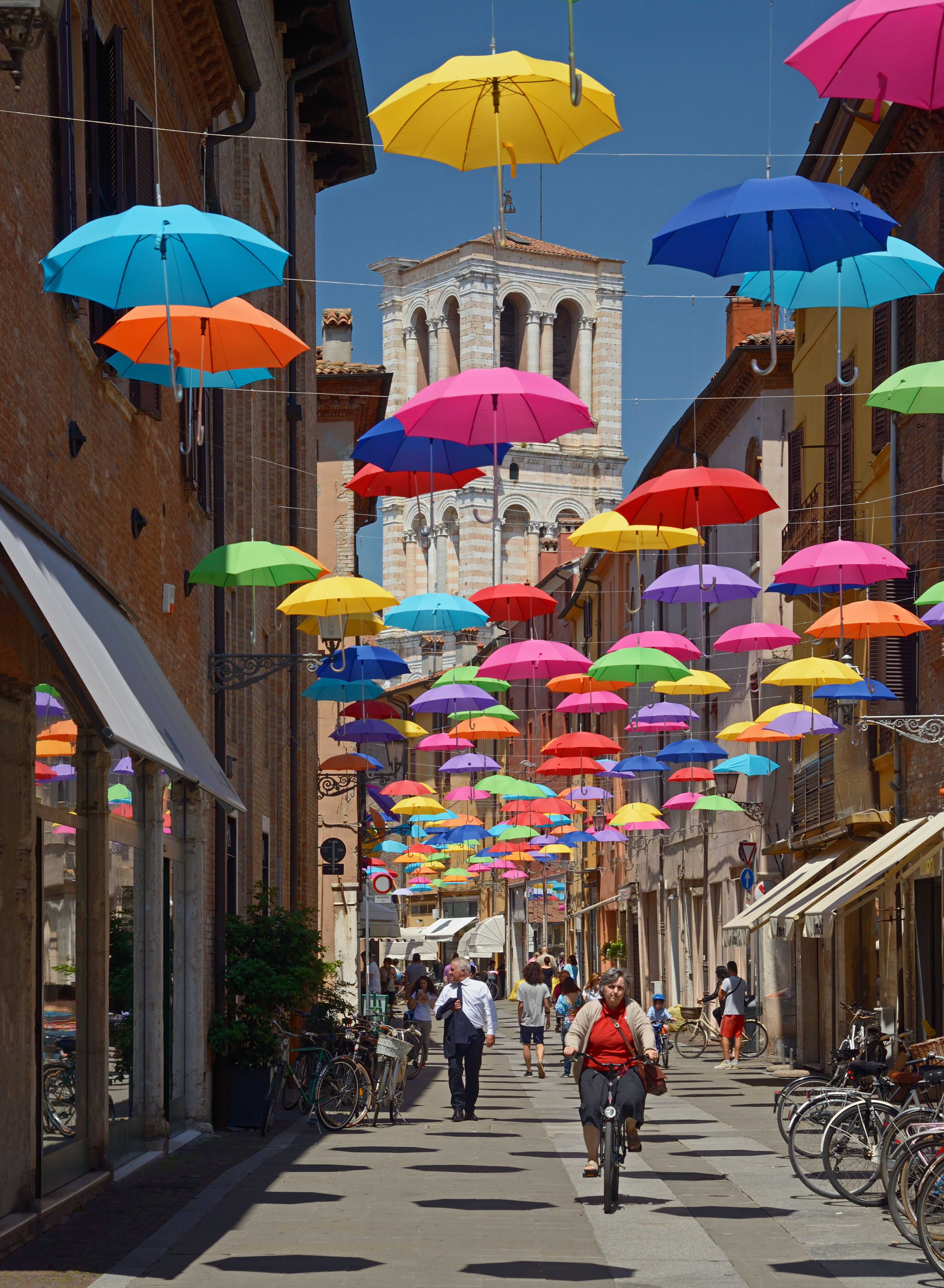
Віа Джузепе Мазіні

## Освіта
- Феррарський університет

## Демографія
Населення за роками:

Станом на 1 січня 2023 року в муніципалітеті офіційно проживало 15 008 іноземців з 131 країни, серед них 3381 громадянин країн Євросоюзу та 2154 громадяни України.

## Сусідні муніципалітети
- Арджента
- Баричелла
- Бондено
- Канаро
- Коппаро
- Фікароло
- Форміньяна
- Гаіба
- Мазі-Торелло
- Оккіобелло
- Остеллато
- Поджо-Ренатіко
- Ро
- Стієнта
- Трезігалло
- Вігарано-Майнарда
- Вог'єра

## Міста побратими
- Формі,  Італія
- Леріа,  Іспанія
- Сент-Етьєн,  Франція
- Суонсі,  Велика Британія
- Тарту,  Естонія
- Краснодар,  Росія

## Персоналії
- Альфонсо I д'Есте (1476—1534), герцог Феррари та Модени, меценат доби Відродження;
- Лаура Діанті — відома красуня, куртизанка, останнє кохання Альфонсо I д'Есте;
- Бьяджо Росетті (1447—1516) — надвірний архітектор доби Відродження Эрколе I д'Есте, будівничий феррарського палаццо Костабілі;
- Гарофало або Бенвенуто Тізі (1481—1559) — провінційний художник доби Відродження, один з помічників Рафаеля Санті при створенні фресок у Ватикані, Рим;
- Доменіко Панетті (1460—1530) — провінційний художник доби Відродження, вчитель Гарофало;
- Доссо Доссі (бл. 1490—1542) — провінційний художник доби пізнього Відродження;
- Лоренцо Коста (1460—1535) — художник;
- Франческо дель Косса (1435—1477) — художник;
- Джироламо Фрескобальді (1583—1643) — уславлений італійський композитор доби бароко та органіст;
- Алессандро Ґранді (1586—1630) — італійський ранньобароковий композитор;
- Луїджі Леньяні (1790—1877) — італійський композитор;
- Ерколе де Роберті (1450—1496) — художник;
- Джироламо Савонарола (1452—1498) — уродженець Феррари, релігійний діяч-домініканець, засновник суворого теократичного правління у місті Флоренція, спалений як єретик;
- Мікеланджело Антоніоні (1912—2007) — кінорежиссер, письменник і художник;
- Джованні Болдіні (1842—1931) — уродженець Феррари, художник портретист;
- Майоліно Бізаччіоні (1582—1663) — італійський історик.

## Галерея зображень

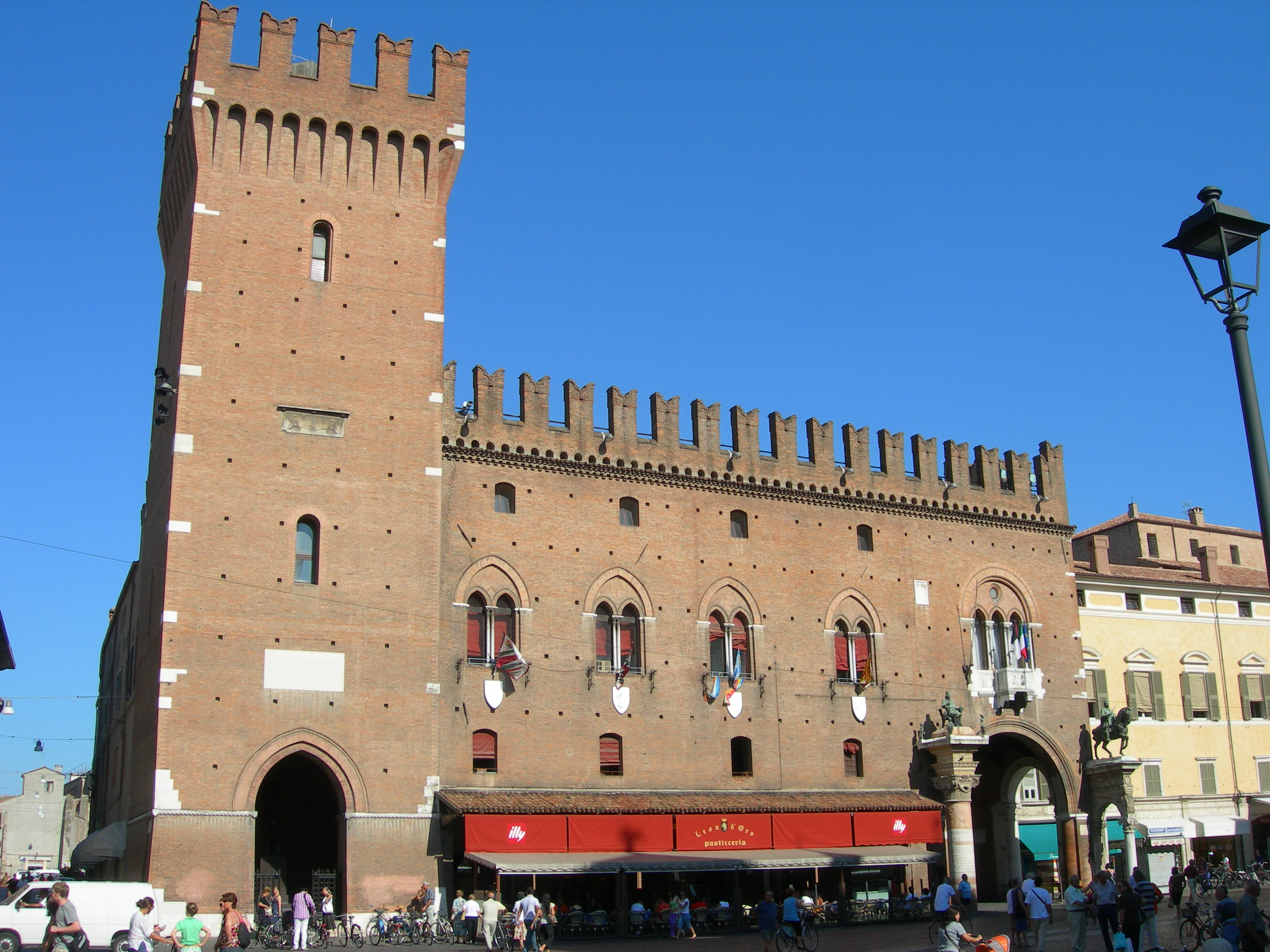
Veduta del Palazzo del Municipio
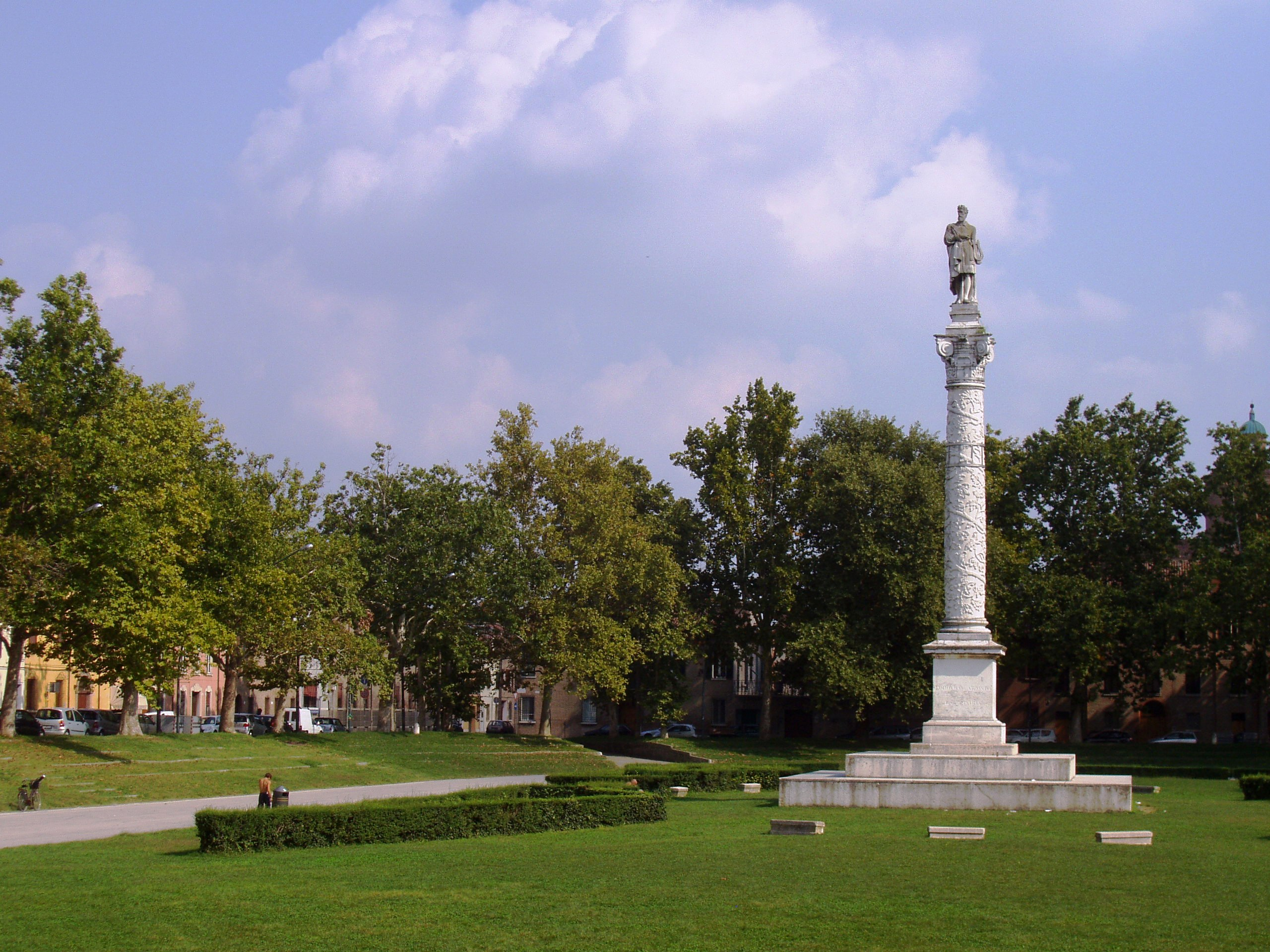
Piazza Ariostea
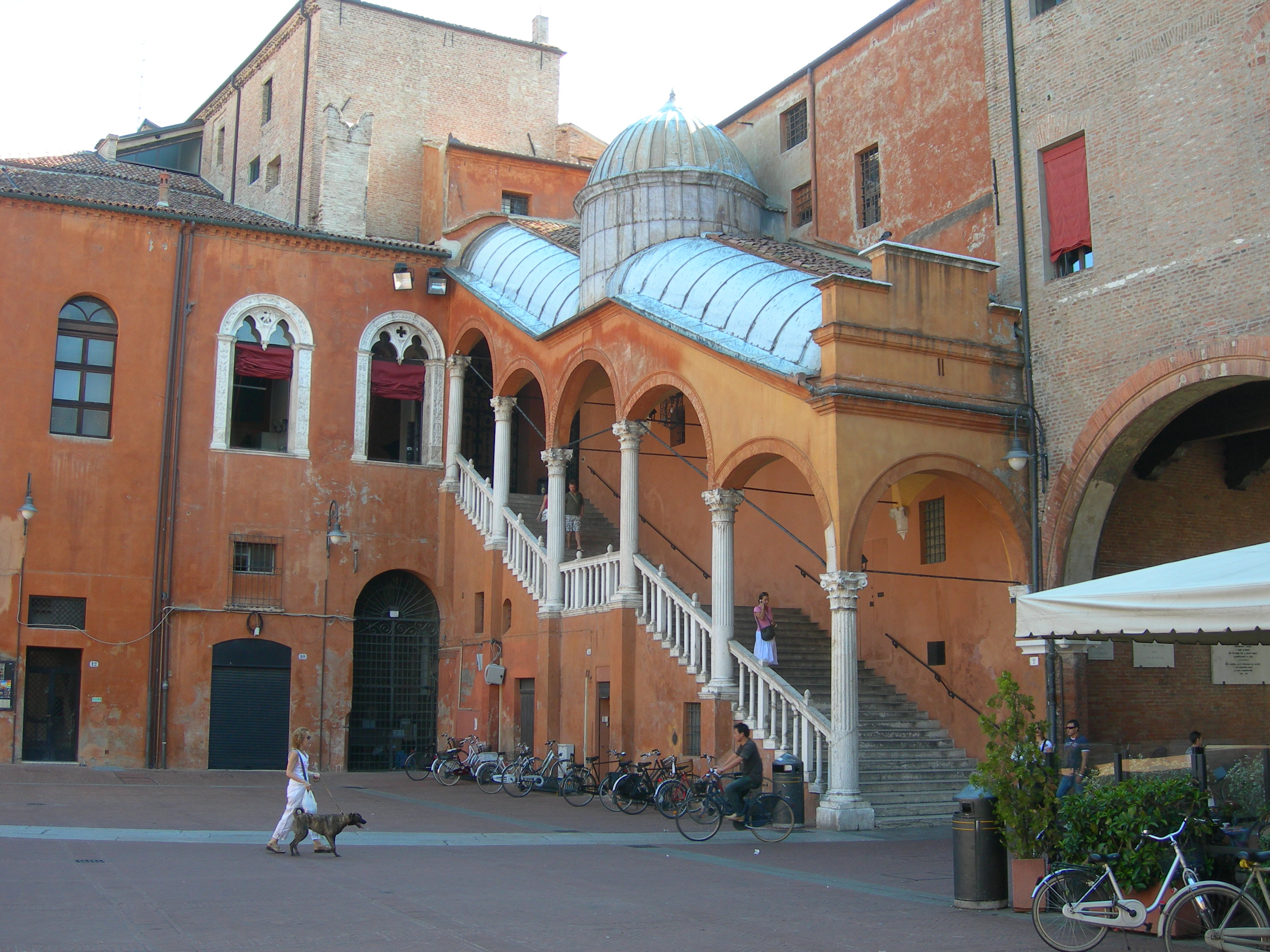
Scalone d'Onore di Palazzo del Municipio
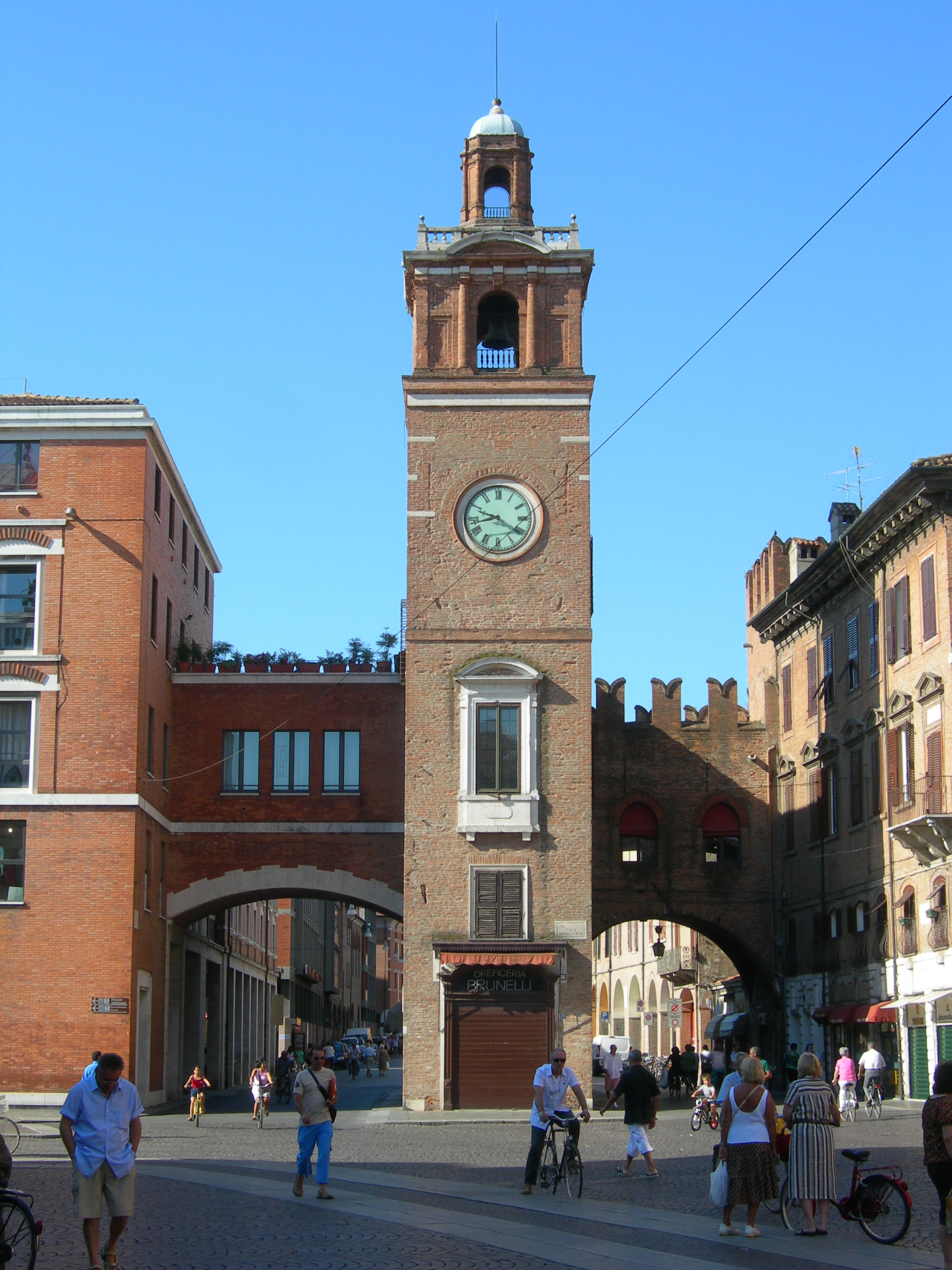
Loggia dei Notai
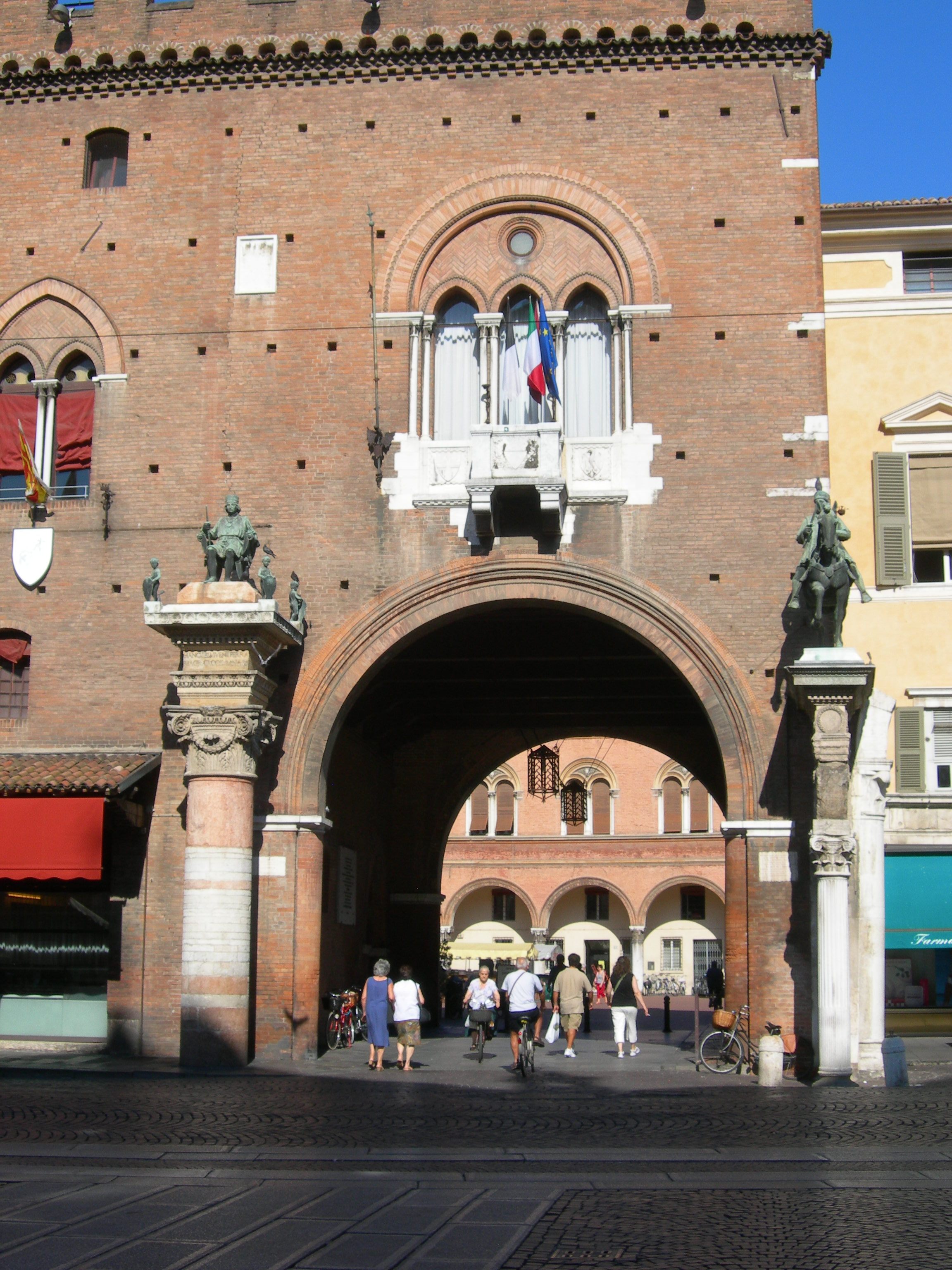
Volto del Cavallo
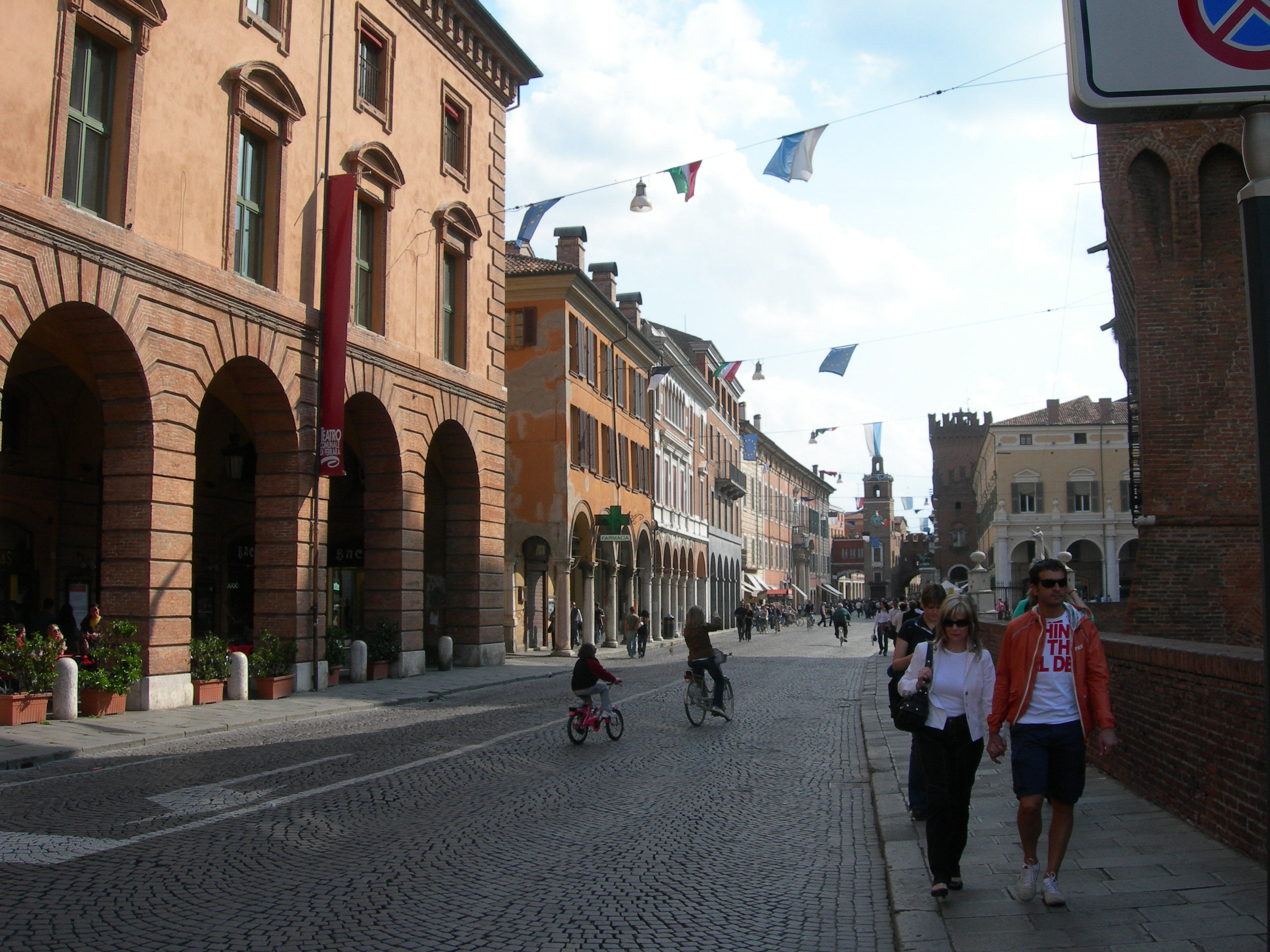
Corso Martiri della Libertà
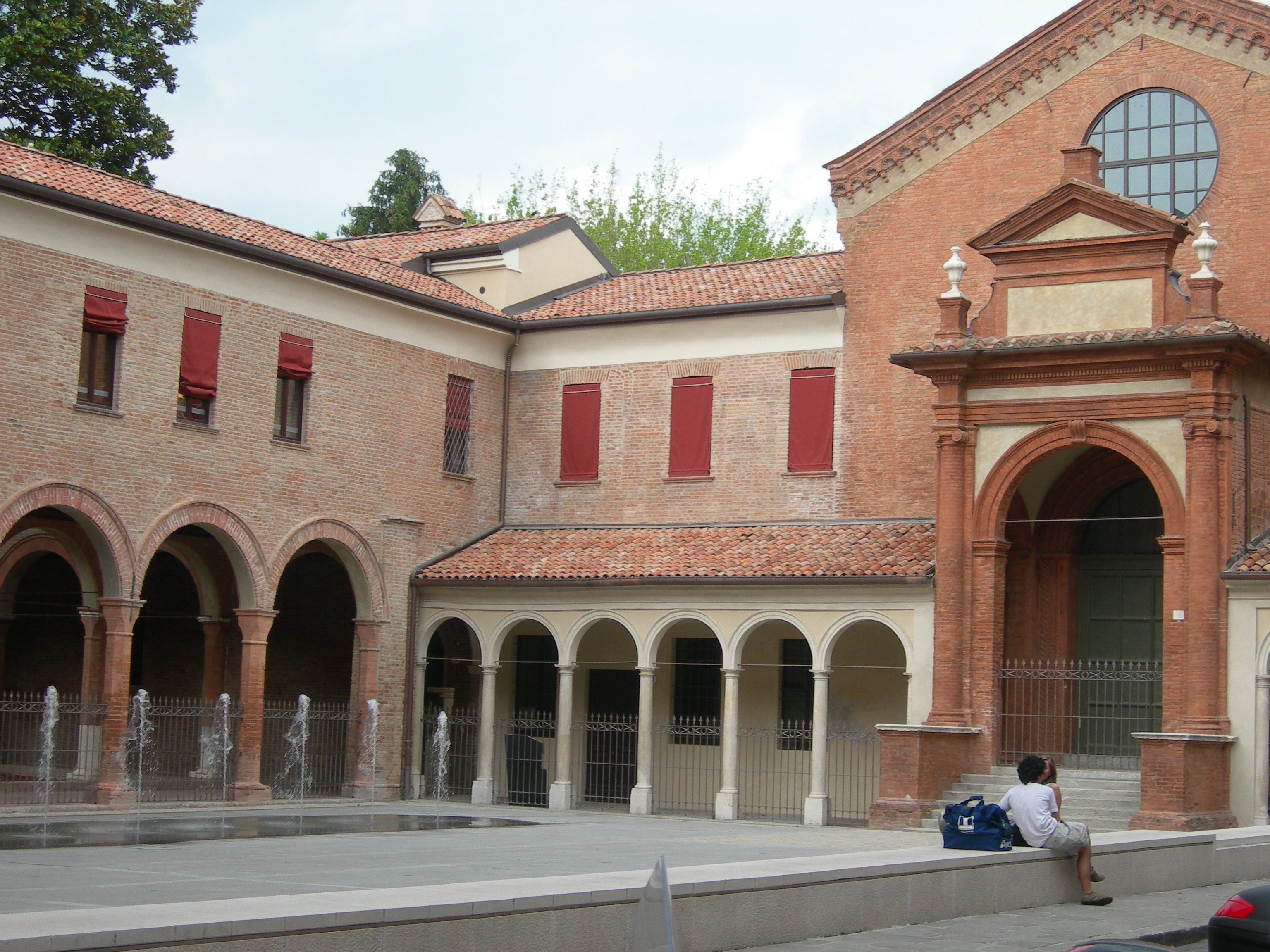
Piazzetta Sant'Anna
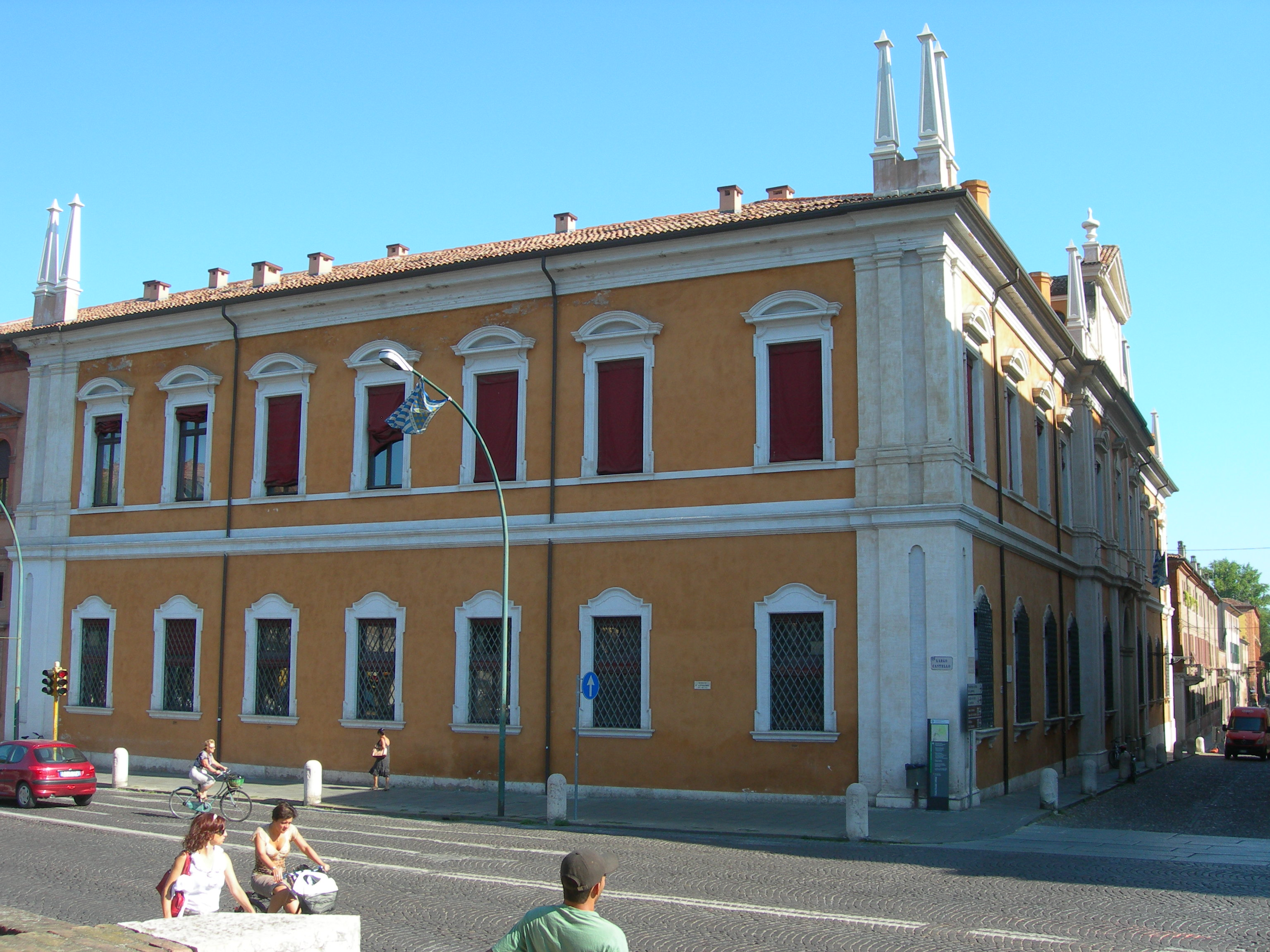
Il Monte di Pietà
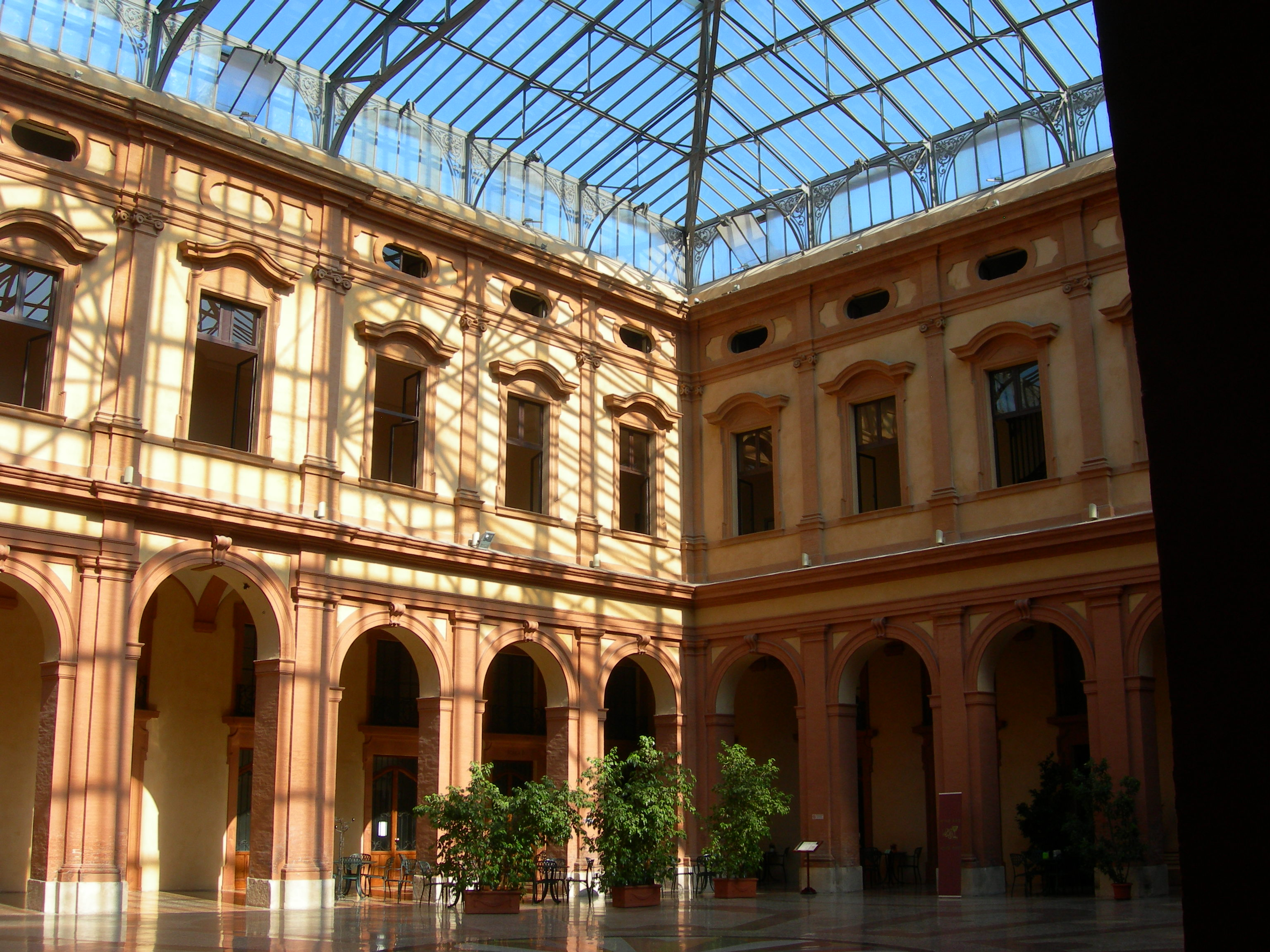
L'interno del Monte di Pietà
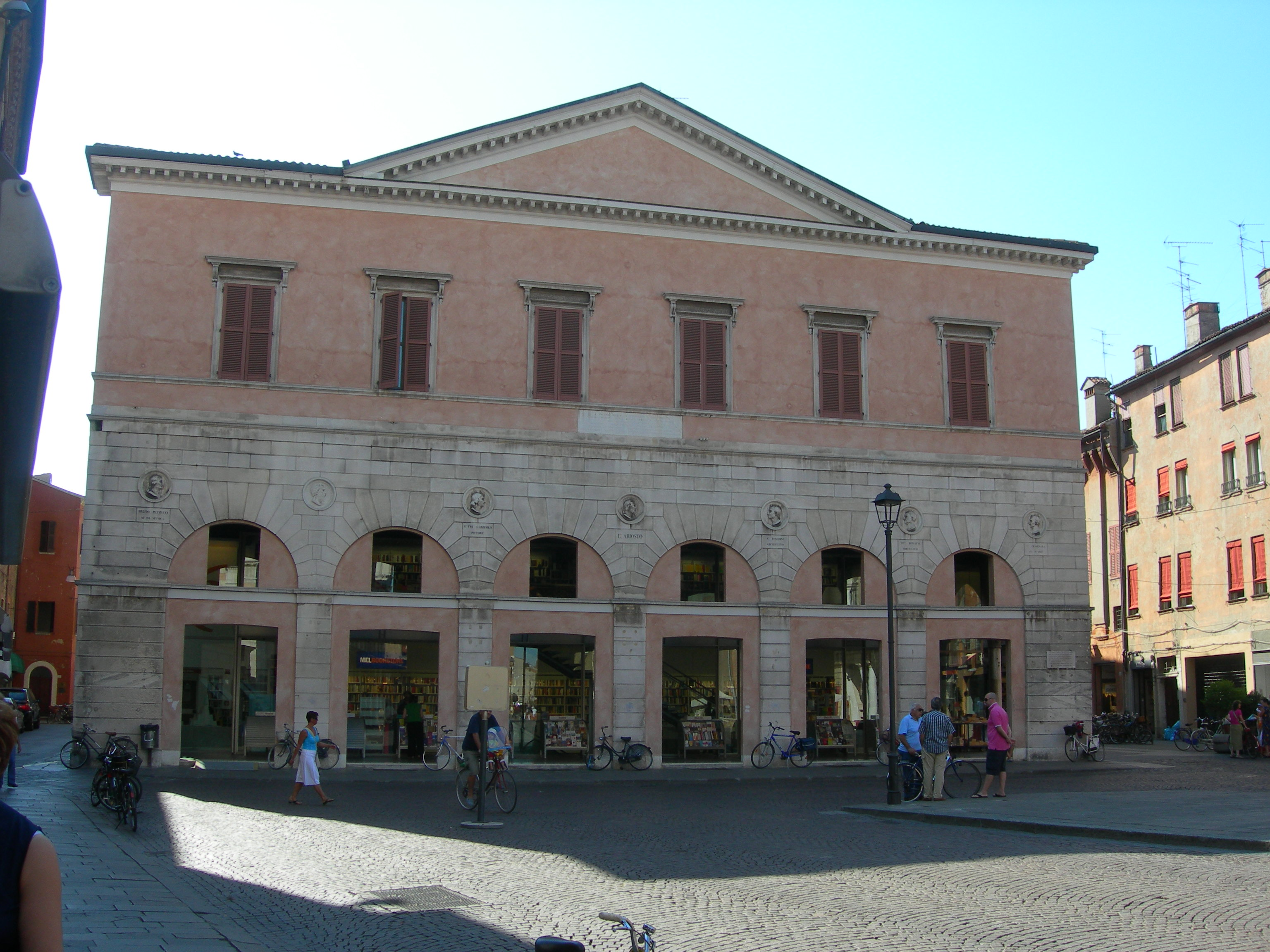
Palazzo San Crispino
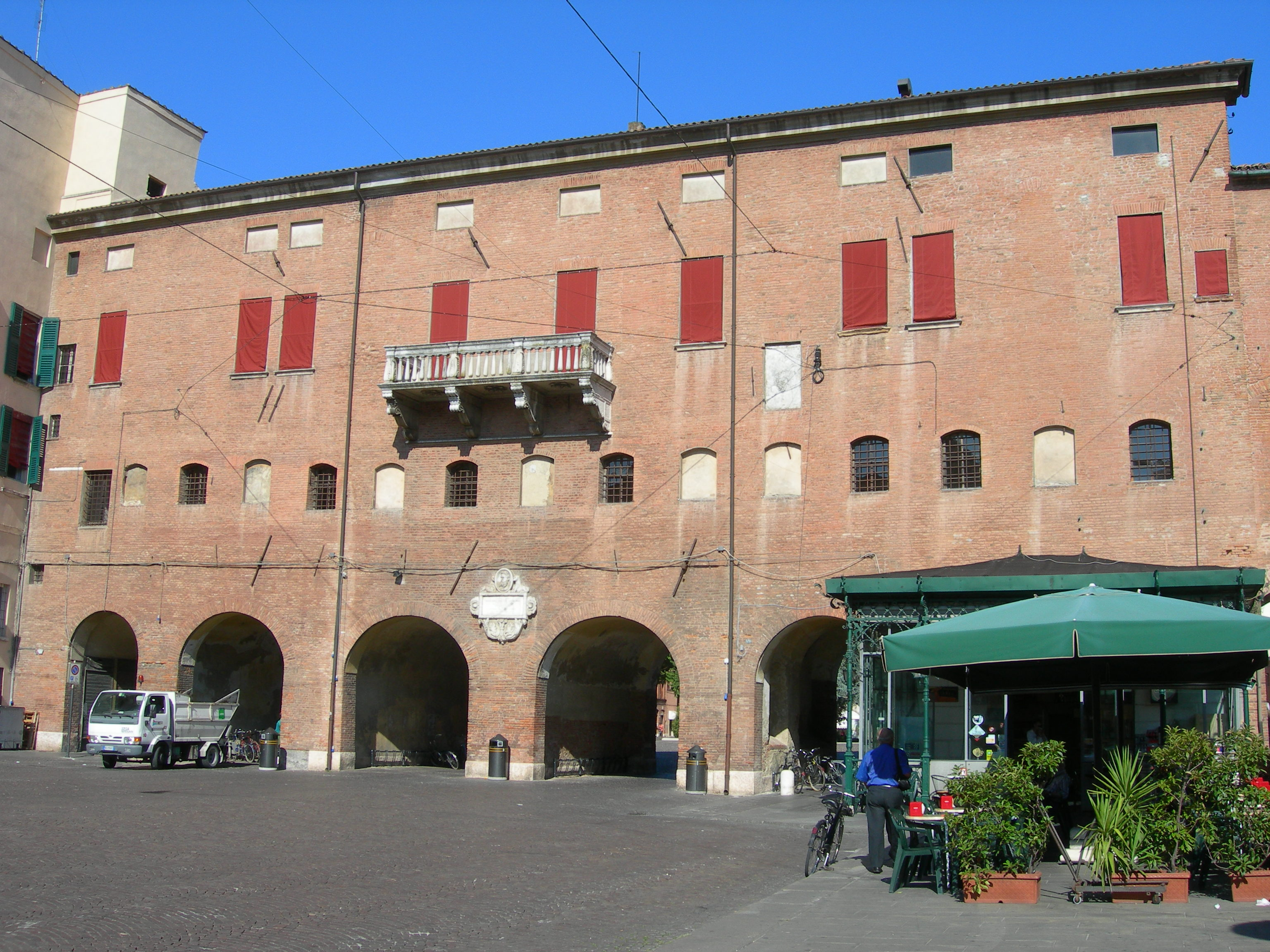
La Via Coperta
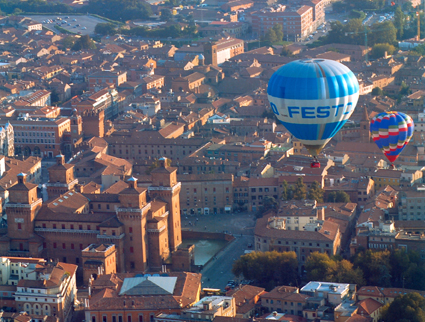
Veduta aerea della città durante il volo delle mongolfiere al Balloons Festival

### Монографії
- Bassi, Carlo. Breve ma veridica storia di Ferrara. Ferrara: 2G Libri, 2015.

### Довідники
- Ferrara // Enciclopedia italiana
- Феррара // Універсальний словник-енциклопедія. — 4-те вид. — К. : Тека, 2006.